# ラーンキ・ジェルジ
ラーンキ・ジェルジ（ハンガリー語: Ránki György, 1907年11月30日 - 1992年5月22日）は、ハンガリーの作曲家。

## 経歴
1907年、ブダペストに、ライス・フリジェシュ（Reisz Frigyes）とヘーニグ・ロザーリア・シドーニア（Hőnig Rozália Szidónia、1875年 - 1945年）の両親のもと生まれる。1926年から1930年までコダーイ・ゾルターンについて学んだ。民謡と音楽民族学に関心を持ち、ブダペストの民族博物館にライタ・ラースローとともに勤務した。後にロンドンとパリにアジアの民族音楽の研究に赴いた。1947年から1948年にハンガリー・ラジオの音楽部門の局長を務めた後、作曲に専念した。
代表作にはアンデルセンの童話をもとにしたオペラ『ポマード王の新しい服』があり、ハンガリー民謡を用いて構成されている。東南アジアの民俗音楽の影響がうかがえる作品としては、ガムランの音響効果を模した『木管五重奏のためのペンタエロフォニア』がある。また『ピアノと管弦楽のための幻想曲「1514年」』はレオナルド・フィボナッチの数式に基づいている。
その他の作品には『管弦楽のための前奏曲』、室内楽曲、カンタータ、映画音楽などがある。作風は民謡だけでなく、ジャズの影響も受けている。

## 文献
- David M. Cummings, Dennis K. McIntire: International who's who in music and musician's directory - (in the classical and light classical fields), Twelfth edition 1990/91, Cambridge, England: International Who's Who in Music, 1991. 1096 p., ISBN 0-948875-20-8
- Bálint András Varga: 3 kerdes : 82 zeneszerzo, Budapest: Zenemukiado, 1986
- Gyula Czigany: Contemporary Hungarian composers (1979), Budapest: Editio Musica, 1979, 219 p.
- Imre Keszi, Marian V. Reismann: Hungarian composers : photos by Marian V. Reismann, Budapest: Editio Musica Budapest, 1975, no pagination p.